# Печерица, Анатолий Иосифович
Анатолий Иосифович Печерица (род. 23 января 1952, Полтавская область) — советский легкоатлет. Мастер спорта СССР (1975). Действующий рекордсмен Крыма в эстафете 4×800 метров.

## Биография
Родился 23 января 1952 года в Полтавской области. Детство провёл в селе Окунёвка Черноморского района. Окончил Гвардейскую школу-интернат.
Начал заниматься лёгкой атлетикой в в 1969 году в Севастопольском ГПТУ-8. Его тренером в обществе «Трудовые резервы» был Владимир Казачек. Учился с 1973 по 1978 год на факультете физического воспитания Симферопольского государственного университета.
За сборную Крымской области выступал с 1972 по 1979 год. С 1976 года представлял спортивный клуб Черноморского флота, где его тренером являлся Анатолий Щербак.
На Спартакиаде Украинской ССР 1975 года в Киеве 20-летний Печерица, обойдя Евгения Аржанова, взял золото в беге на 800 метров (1 минута 47,9 секунд) и выполнил норматив мастера спорта СССР. В общей сложности крымский легкоатлет шесть раз завоевывал золото чемпионата Украинской ССР. Становился бронзовым призёром чемпионата СССР по лёгкой атлетики в помещении в 1976 и 1977 годах.
Выпускник школы тренеров при Военном институте физической культуры в Ленинграде (1980). С 1976 по 1997 год служил на Черноморском флоте, где в течение последних десяти лет являлся начальником физической подготовки и спорта 14-й дивизии подводных лодок. Капитан 2-го ранга. С 1997 года — пенсионер ВС РФ.